# Cavaillon (Haïti)
Cavaillon (Haïtiaans-Creools: Kavayon) is een stad en gemeente in Haïti met 48.700 inwoners. De plaats ligt dicht bij de kust op het schiereiland Tiburon, 10 km ten noordoosten van de stad Les Cayes. De gemeente maakt deel uit van het arrondissement Aquin in het departement Sud.
Er wordt koffie, limoenen, tabak, bananen en suikerriet verbouwd. Verder is er een destilleerderij van etherische oliën.

## Geboren in Cavaillon
- 1880: Benito Martínez Abrogán, oudste persoon van Cuba
- 1900: Silvio Cator, atleet
- George Valris, artiest

## Indeling
De gemeente bestaat uit de volgende sections communales:
| Nr. | Naam       | Km²   | Inw.2015 |
| --- | ---------- | ----- | -------- |
| 1   | Boileau    | 62,26 | 16.604   |
| 2   | Martineau  | 55,75 | 13.615   |
| 3   | Gros Marin | 37,25 | 6.588    |
| 4   | Mare Henri | 39,13 | 8.204    |
| 5   | Laroque    | 20,58 | 3.676    |